# Antonio Alonso Pimentel y Herrera de Velasco
Antonio Bernardino Alonso Pimentel y Herrera de Velasco (Benavente, 1514 - Valladolid, 1575) fue un noble, político y militar español, jefe de la Casa de Benavente y Virrey de Valencia (1566-1572).

## Biografía
Nació en el año 1514 en Benavente (Zamora), tierra del señorío de su padre, Alonso Pimentel y Pacheco, V conde y III duque de Benavente, V conde de Mayorga y otros títulos, y de Ana de Herrera y Velasco, hija de Bernardino Fernández de Velasco y Mendoza, I duque de Frías, III conde de Haro y VII condestable de Castilla, y de su primera mujer Blanca de Herrera, V señora de Pedraza. Sucedió a su padre en la Casa de Benavente, siendo VI conde y III duque de Benavente, y heredó el Condado de Mayorga de su hermano Rodrigo Pimentel y Herrera de Velasco, que murió sin sucesión, siendo el sexto titular de la dignidad.
Participó en la conquista de Túnez y en las campañas de Italia, Francia y Alemania. Fue amigo personal de Carlos I de España y padrino de pila y tutor de su hijo Felipe II. También fue mayordomo mayor de las infantas a la muerte del conde de Cifuentes. Fue gobernador de la fortaleza de La Carraca (La Goleta) desde 1565 hasta 1572 tomando posesión del cargo el 29 de mayo de 1565, y Virrey de Valencia (1566-1572) por Felipe II. Fue recompensado con el Condado de Villalón.

## Matrimonio y descendencia
Contrajo matrimonio con María Luisa Enríquez y Téllez-Girón, también llamada María Luisa Girón Enríquez, hija de Fernando Enríquez de Mendoza y Velasco, I duque de Medina de Rioseco, y de María Girón, hija del II conde de Ureña. Fueron padres de:
1. Luis Alonso Pimentel Herrera y Enríquez de Velasco, VII conde y IV duque de Benavente, VII conde de Mayorga, II conde de Villalón. Sin descendencia
2. Luisa Pimentel y Enríquez, casada con Juan Álvarez de Toledo y de Monroy, V conde de Oropesa y III conde de Deleytosa.
3. María Josefa Pimentel y Girón, casada con Fadrique Álvarez de Toledo y Enríquez de Guzmán, IV duque de Alba, sin sucesión. Tras el matrimonio, en 1563 Felipe II de España le concedió a ella el Ducado de Huéscar.
4. Juan Alonso Pimentel Herrera y Enríquez de Velasco, que tras la muerte sin sucesión de su hermano, se convirtió en VIII conde y V duque de Benavente, VIII conde de Mayorga y III conde de Villalón.

| Predecesor: Lorenzo de Villarrasa | Virrey de Valencia 1566 - 1572 | Sucesor: Íñigo López de Mendoza |